# Juan Caballero de Bazán
Juan Caballero de Bazán o  Juan Cavallero de Baçán  en español antiguo (Extremadura, 1564 - Asunción, 1604) fue un Militar  y Funcionario. Ejerció los cargos de capitán, procurador general de asunción, teniente general de gobernador, visitador, alcalde de la santa hermandad y Alcalde ordinario.

## Biografía hasta los cargos gubernamentales

### Origen familiar
Nacido en la región de Extremadura, hacia 1564, en el seno de una familia noble, emparentados con el Marquesado de Santa Cruz 

### Desembarco en América
Llega a América en 1583 con la expedición de Alonso de Sotomayor, cuyo destino final era Chile pero debido a la imposibilidad de cruzar el Estrecho de Magallanes por causa de los temporales, se decide, desde el Río de la Plata, realizar el trayecto por vía terrestre. Juan Caballero de Bazán, abandona la nombrada armada, para ir rumbo a Santa Fe, donde encuentra la protección de Francisco de Sierra y Ron. Más tarde, se casará con su hija María Sierra Prieto.

### Cargos Públicos
Luego se trasladará a Asunción, donde por más de 30 años, desarrolló un importante servicio dentro de la función pública, primero como capitán, también como procurador general del cabildo de Asunción, como teniente general de gobernador (1592-1595), como visitador, como alcalde ordinario del cabildo (1600-1602). 
Como procurador general de asunción, obtuvo providencias muy provechosas para el Paraguay. En la desaparecida región de Itatín, que se ubicaba principalmente en la margen izquierda del Río Paraguay, extendiéndose hacia el este hasta la Sierra de Maracaju, y que al norte limitaba con el Pantanal y al sur con el Río Apa, fundó tres ciudades llamadas caaguazú, tarei y bombay. Gobernando como teniente general, en 1595,  fortificó la ciudad, impulsó el desarrollo de la riqueza ganadera, fomentó el sistema de monedas y la fabricación de pólvora cuando el Paraguay quedó totalmente cercado por enemigos, como alcalde ordinario, fue uno de los que otorgó a la ciudad su escudo de armas.  

### Fallecimiento
Se produjo en 1604 en Asunción.

## Matrimonio y Descendencia
Se casó con María Sierra Prieto, hija del segundo teniente de gobernador de santa fe, Francisco de Sierra y Ron. Tuvieron cinco hijos:
- Juan Caballero de Bazán y Sierra, quien fue regidor y se casó con Beatriz de Añazco y Ocampo, hija de Martín Suárez de Toledo y de María de Sanabria, nieta de Juan de Sanabria y Mencía Calderón.
- Francisco Caballero Bazán y Sierra.
- Gabriel Caballero Bazán y Sierra.
- Hernando Caballero Bazán y Sierra.
- Marcos Caballero Bazán y Sierra.